# 板橋郡
板橋郡（パンギョぐん）は朝鮮民主主義人民共和国江原道に属する郡。

## 地理
北朝鮮統治下の江原道西部に位置する。郡の大部分が山地で、臨津江が郡内を貫いて流れる。
北に法洞郡、東に洗浦郡、東南に平康郡、南に伊川郡と境を接する。また、西は黄海北道谷山郡・新坪郡と接する。

## 行政区画
1邑・22里を管轄する。
| - 板橋邑 - 開蓮里 - 京都里 - 亀塘里 - 九峯里 - 君漢里 - 金坪里 - 龍塘里 - 龍池里 - 龍川里 - 龍浦里 - 龍興里 | - 梨上里 - 梨下里 - 明徳里 - 寺洞里 - 上頭里 - 上麟原里 - 支上里 - 支下里 - 泉巌里 - 楓峴里 - 下麟原里 |

## 歴史
1945年8月時点で江原道伊川郡の北部を占めていた。1952年12月、板橋面・楽壌面・方丈面を中心に山内面・龍浦面の各一部、黄海道谷山郡東村面の一部が板橋郡として編成された。

### 年表
この節の出典
- 1952年12月 - 郡面里統廃合により、江原道伊川郡楽壌面・板橋面・方丈面および山内面・龍浦面の各一部、黄海道谷山郡東村面の一部地域をもって、板橋郡を設置。板橋郡に以下の邑・里が成立。(1邑19里)
  - 板橋邑・龍塘里・支上里・九峯里・支下里・楓峴里・君漢里・龍浦里・開蓮里・佳麗州里・寺洞里・龍池里・亀塘里・下麟原里・上麟原里・京都里・龍川里・上頭里・龍興里・三城里
- 1953年 (1邑21里) - 役場庁舎を現在地に移転。
  - 板橋邑が明徳里に降格。
  - 佳麗州里が板橋邑に昇格。
  - 三城里が分割され、梨上里・梨下里が発足。
  - 洗浦郡金坪里を編入。
- 1954年 (1邑22里)
  - 板橋邑・寺洞里の各一部が合併し、泉巌里が発足。
  - 龍塘里の一部が明徳里に編入。
  - 明徳里の一部が楓峴里に編入。
  - 亀塘里の一部が龍池里に編入。

## 交通
- 青年伊川線
  - 支下里駅 - 支上駅 - （伊川郡内3駅） - 板橋駅